# Anolis princeps
Espèce
Synonymes
- Dactyloa princeps (Boulenger, 1902)

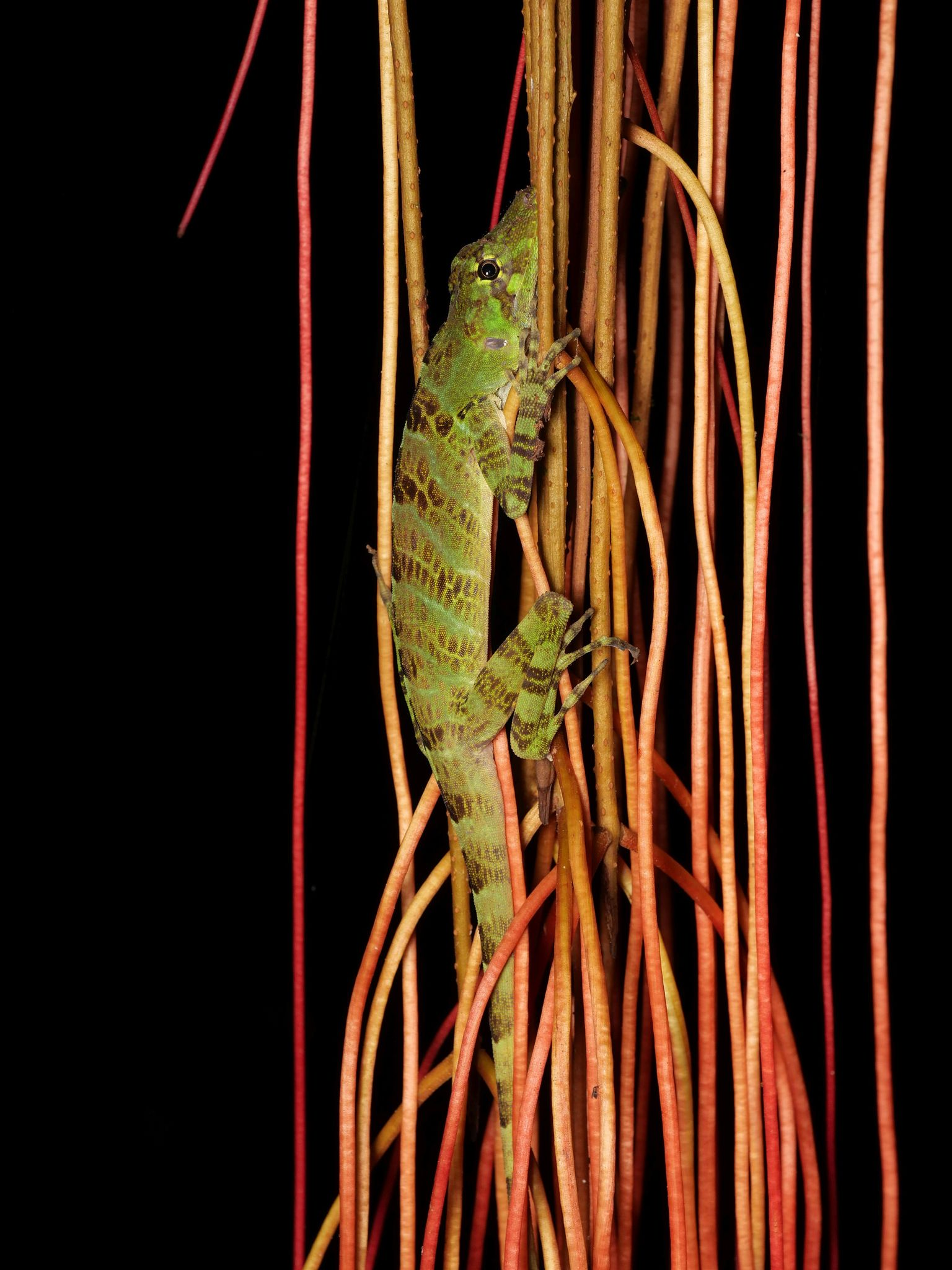
Anolis princeps

Anolis princeps est une espèce de sauriens de la famille des Dactyloidae.

## Répartition
Cette espèce se rencontre en Colombie et en Équateur.

## Publication originale
- Boulenger, 1902 : Descriptions of new Batrachians and Reptiles from North-western Ecuador. Annals and Magazine of Natural History, ser. 7, vol. 9, p. 51-57 (texte intégral).